# Бергский кассовый талер
Бергский кассовый талер (нем. Bergischer Kassentaler) — земельная монета Великого герцогства Берг, отчеканенная в небольшом количестве в 1807 году при правлении маршала и родственника Наполеона Иоахима Мюрата. Будучи по определению кассовым талером, монета была обязательна к приёму по заявленной на ней стоимости в один талер. По распоряжению правительства должен был равняться 60 стюверам. В наличном обращении за него давали 57 стюверов.
Содержание серебра в монете было меньшим по сравнению с находящимися в обращении талерами, чеканенными по нормам грауманской монетной стопы или Австрийско-баварской монетной конвенции. Вес монеты составлял 17,323 г серебра 750 пробы, что соответствовало 12,992 г чистого серебра. Таким образом, бергские кассовые талеры чеканили по 18-талеровой монетной стопе, что означало, что из одной кёльнской марки (233,855 г) чистого серебра выпускали 18 талеров.
Из-за малого тиража монеты в 784 экземпляра бергский кассовый талер не имел большого значения в реальном денежном обращении.